# Painkiller (песня Freestylers)
Painkiller — сингл 2006 года в стиле брейкбит от группы Freestylers при участии Pendulum и SirReal. Он был выпущен для привлечения внимания к выходу альбома группы Freestylers — Adventures in Freestyle. Pendulum раньше сотрудничала с Freestylers в работе над треком «Fasten Your Seatbelt», вышедшим в качестве сингла с их альбома 2005 года Hold Your Colour. Сингл вышел в формате грампластинки (12 single) и на CD.

## Форматы и содержание
- 12" single[1] (ATG019)
  - A. «Painkiller» — 5:32
  - B. «Jump N Twist» — 5:55
- 12" remix single[2] (ATG019R; released September 18, 2006)
  - A. «Painkiller» (Noisia remix) — 6:04
  - B. «Painkiller» (Ed Solo & Skool of Thought remix) — 5:58
- CD single[3] (ish-Media version)
  1. «Painkiller» (Radio edit) — 3:46
  2. «Painkiller» — 5:32
  3. «Painkiller» (Ed Solo & Skool of Thought remix) — 5:58
  4. «Painkiller» (Noisia remix) — 6:04
  5. «Jump N Twist» — 5:55
- CD single[4] (Against the Grain version)
  1. «Painkiller» (Radio edit) — 3:46
  2. «Painkiller» — 5:32
  3. «Painkiller» (Ed Solo & Skool of Thought remix) — 5:58
  4. «Painkiller» (Noisia remix) — 6:04
  5. «Jump N Twist» — 5:55